# Nuova (Zeist)
Nuova (ook wel Huize Fatima) is een buitenplaats en rijksmonument aan de Utrechtseweg 46 in Zeist.

Villa Nuova staat iets verhoogd op enige afstand van de weg. De landschappelijke aanleg van het park was een ontwerp van tuinarchitect Hendrik Copijn.

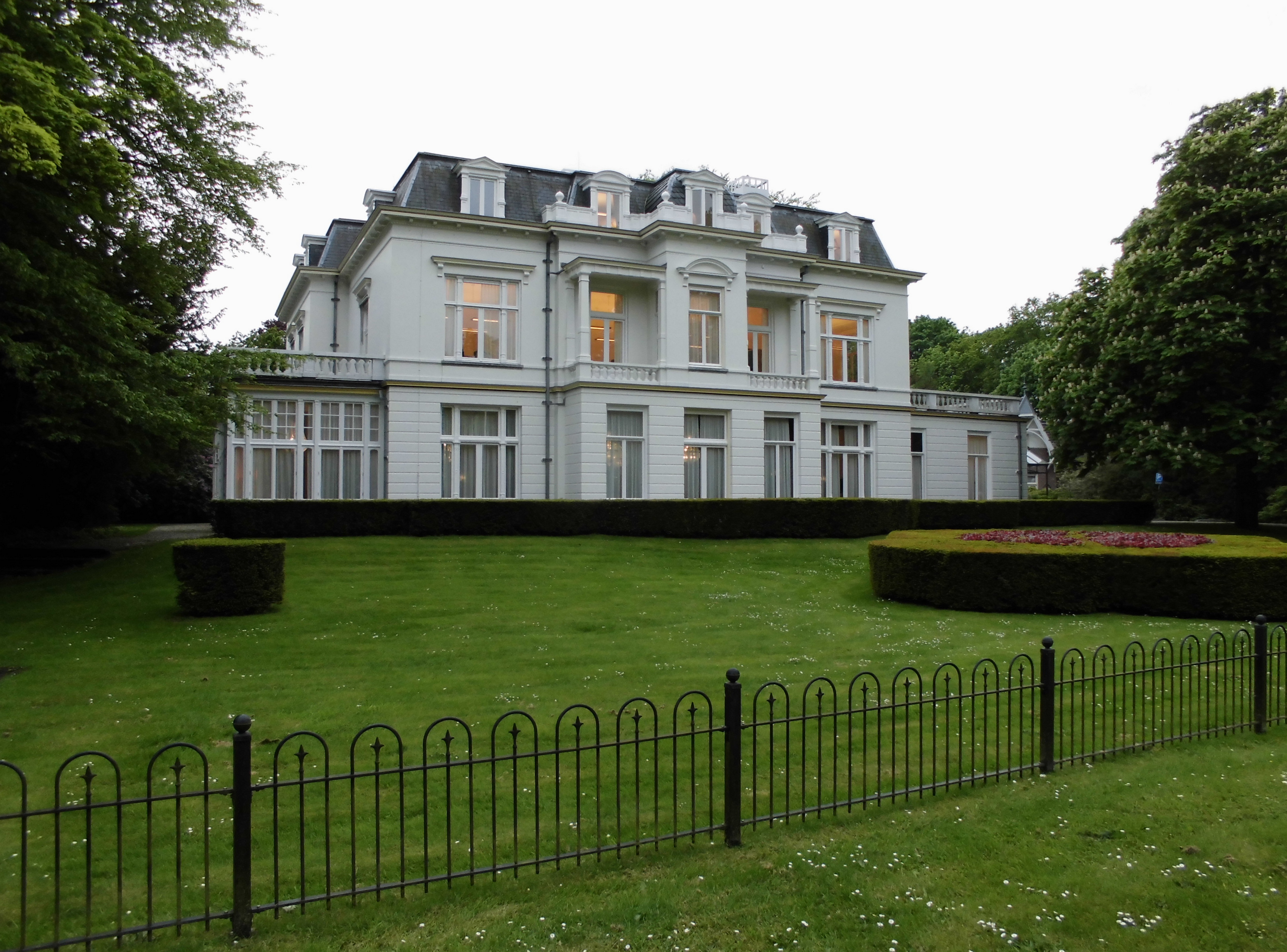
Park

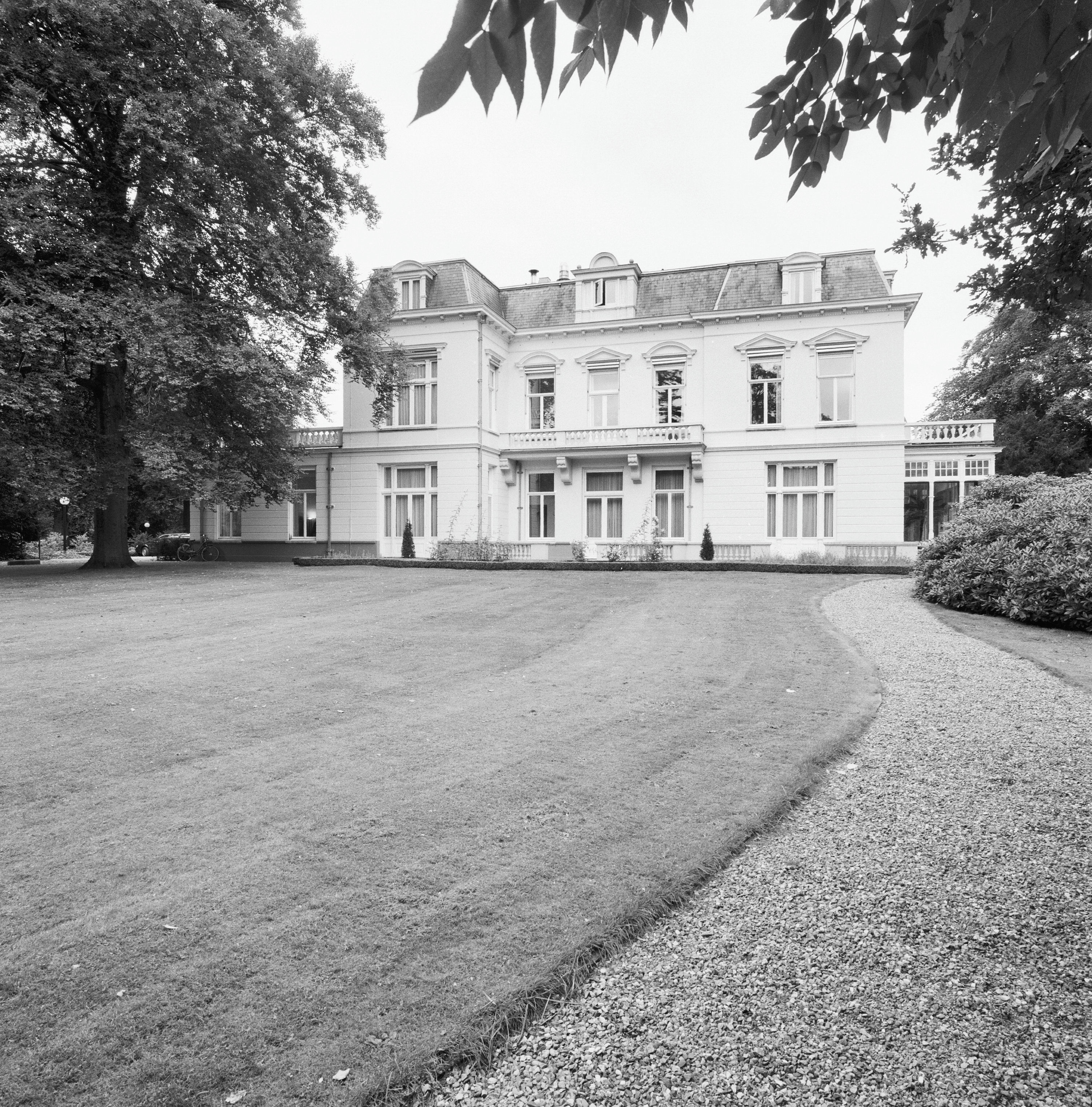
Achtergevel

In het parkbos staat rechts van het huis het voormalige koetshuis en een vijver, en op het terrein is ook een ijskelder aanwezig. Een deel van het park is sinds ongeveer 1969 eigendom van de gemeente en is openbaar toegankelijk; dit deel wordt het Pestersbosje genoemd, naar de eerste eigenaar van het landgoed, Ernestus de Pesters.

## Geschiedenis
In 1841 kocht Ernestus de Pesters grond van burgemeester F.N. van Bern en liet daarop het huidige landhuis bouwen. De naam Nuova was een afleiding van zijn geboortehuis Niënhof in Bunnik. Niet lang daarna liet De Pesters een tweede villa bouwen naast Villa Nuova, het huis Oirschot. Bij een verbouwing in 1912 werd aan beide zijden van Nuova een aanbouw toegevoegd.  
Na tuinverfraaiingen vonden in 1907 en 1912 verbouwingen plaats. De veranda van Nuova werd daarbij veranderd in een gepleisterde middenpartij. De vensters werden vergroot en aan beide zijden kwam een aanbouw. In 1910 werd een koetshuis toegevoegd. Van 1953 tot 1957 werd de naam Villa Nuova gewijzigd in Huize Fatima toen het een opleidingsinstituut voor de congregatie van de Broeders van Liefde in het pand was gevestigd. 
In 1957 werden Villa Nuova en Villa Oirschot opgekocht door het Centraal Instituut voor Voedingsonderzoek TNO. In 1991 werd het kantoor verkocht aan Delta Lloyd in Amsterdam. In 1992 volgde een grote restauratie waarbij  het trappenhuis en de hoofdingang werden gewijzigd. De plafonds kregen weer klassiek stucwerk.

## Bewoners / gebruikers
- 1841 jhr. Ernestus de Pesters
- Charles Antoine de Pesters
- 1947 - Pieter Terlaak
- 1953 - 1957 congregatie van de Broeders van Liefde
- 1957 - 1991 Centraal Instituut voor Voedingsonderzoek TNO
- 1991 - Delta Lloyd
- 1993 - holdingsmaatschappij Wolters Schaberg (huurder)
- 2006 - ABN AMRO MeesPierson
- 2023 - Batenburg Bellt (huurder)